# Блант, Кристофер
Сэр Кристофер Блант (англ. Christopher Blount; 1555/1556 — 1601) — английский солдат, тайный агент и повстанец.
Свою службу Кристофер Блант начал в домашней гвардии Роберта Дадли, графа Лестера. Будучи католиком Блант вёл переписку с парижским агентом Марии Шотландской, Томасом Морганом. После смерти графа Лестера Блант женился на его вдове, Летиции Ноллис, которая была матерью графа Эссекса. Блант стал соратником и доверенным лицом графа Эссекса, а также был одним из лидеров его последнего мятежа в феврале 1601 года. Примерно через четыре недели Кристофер Блант был обезглавлен по обвинению в государственной измене.

## Биография
Кристофер Блант родился в Киддерминстере, Вустершир, и был младшим сыном Томаса Бланта, который был родственником Роберта Дадли, 1-го графа Лестера со стороны матери и одним из его главных офицеров вплоть до своей смерти в 1568 году. Мать Бланта, Мэри Поули, происходила из католической семьи, проживавшей в Саффолке. Будучи ребёнком Кристофер был отправлен в Лёвен, где обучался в частном порядке у Уильяма Аллена. Несмотря на то, что он был католиком, Блант был назначен одним из младших конюших графа Лестера к 1584 году.
Кристофер вёл переписку с Томасом Морганом в Париже — изгнанным агентом королевы Марии Шотландской. Вероятно Блант предлагал свои услуги королеве Марии. В отношениях с Морганом Бланта, вероятно, поддерживали Лестер и Френсис Уолсингем, глава разведки королевы Елизаветы. Лестер доверял Бланту, называл его «мистером Киттом» и заботился о его благополучии. Кристофер участвовал в Нидерландской кампании с 1585 по 1587 год, когда Лестер занимал должность генерал-губернатора Соединённых провинций.
Весной 1589 года, примерно через семь месяцев после смерти графа Лестера, Блант женился на его вдове Летиции, к которой королева Елизавета испытывала неприязнь в связи с её предыдущим браком. Сын Летиции, Роберт Деверё, граф Эссекс, который стал новым фаворитом королевы, назвал это «неудачным выбором». Летиция напротив была весьма довольна своим выбором, о чём свидетельствовала её поздняя переписка. Долгое время леди Лестер, как продолжала именовать себя Летиция, и сэр Кристофер были заняты возвращением колоссальных долгов графа Лестера и занимались многочисленными судебными тяжбами, связанных с ними.
В 1593 и 1597 годах Блант был членом парламента от Стаффордшира, в котором он проживал с супругой; он был избран по просьбе графа Эссекса, который имел влияние в округе. В 1596 году Блант, будучи полковником, участвовал в Кадисской экспедиции, а в 1597 году — в экспедиции на Азорские острова. Кристофер Блант был одним из главных последователей графа Эссекса и участвовал в его последнем мятеже в 1601 году. В воскресенье, 8 февраля, он попытался поднять восстание в Лондоне и, когда ехал бок о бок с пасынком в город, был тяжело ранен в щёку. После ареста Бланта несли на носилках на суд, поскольку к тому времени он ещё не оправился от своей травмы. Примерно через четыре недели после казни Эссекса Блант был обезглавлен на Тауэр-Хилл по обвинению в государственной измене.